# Claveria, Misamis Oriental

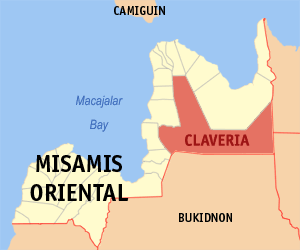
Bản đồ Misamis Oriental với vị trí của Claveria

Claveria là một đô thị hạng 2 ở tỉnh Misamis Oriental, Philippines. Theo điều tra dân số năm 2000 của Philipin, đô thị này có dân số 41.109 người trong 7.843 hộ.

## Các đơn vị hành chính
Claveria được chia ra 24 barangay.
| - Ani-e - Aposkahoy - Bulahan - Cabacungan - Pelaez (Don Gregorio Pelaez) - Gumaod - Hinaplanan - Kalawitan - Lanise - Luna - Madaguing - Malagana | - Minalwang - Mat-I - Panampawan - Pambugas - Patrocinio - Plaridel - Poblacion - Punong - Rizal - Santa Cruz - Tamboboan - Tipolohon |